# Schloss Willershausen
Das Schloss Willershausen ist eine, Teile einer ehemaligen Wasserburg enthaltende, Schlossanlage in Willershausen, einem Ortsteil der Gemeinde Herleshausen im nordhessischen Werra-Meißner-Kreis.

## Lage
Das Anwesen liegt am südwestlichen Ende von Willershausen am Nordhang des Kielforsts im Ringgau auf 297 m Höhe am Bergring 4–6. Der Ort selbst liegt im Nordosten des Gemeindegebietes von Herleshausen unweit der östlich des Ortes verlaufenden hessisch-thüringischen Landesgrenze.

## Geschichte
Um die Mitte des 13. Jahrhunderts wurde eine Wasserburg erbaut, von der heute nur noch der 1731 renovierte Wehrturm sowie Reste des Wassergrabens und des Burgwalls geblieben sind. Wer die Burg baute, ist bisher ungeklärt; erst im Jahre 1383 werden die Herren Treusch von Buttlar definitiv als Herren von Markershausen, der Burg Brandenfels und Willershausen erwähnt.
Östlich der Burg errichteten die Treusch von Buttlar das alte, noch heute bestehende Gutshaus, erstmals urkundlich belegt im Jahre 1591. Während des Dreißigjährigen Kriegs wurden Dorf, Kirche, Gut und Burg Willershausen von Kroatischer Reiterei 1634 geplündert und weitgehend zerstört.

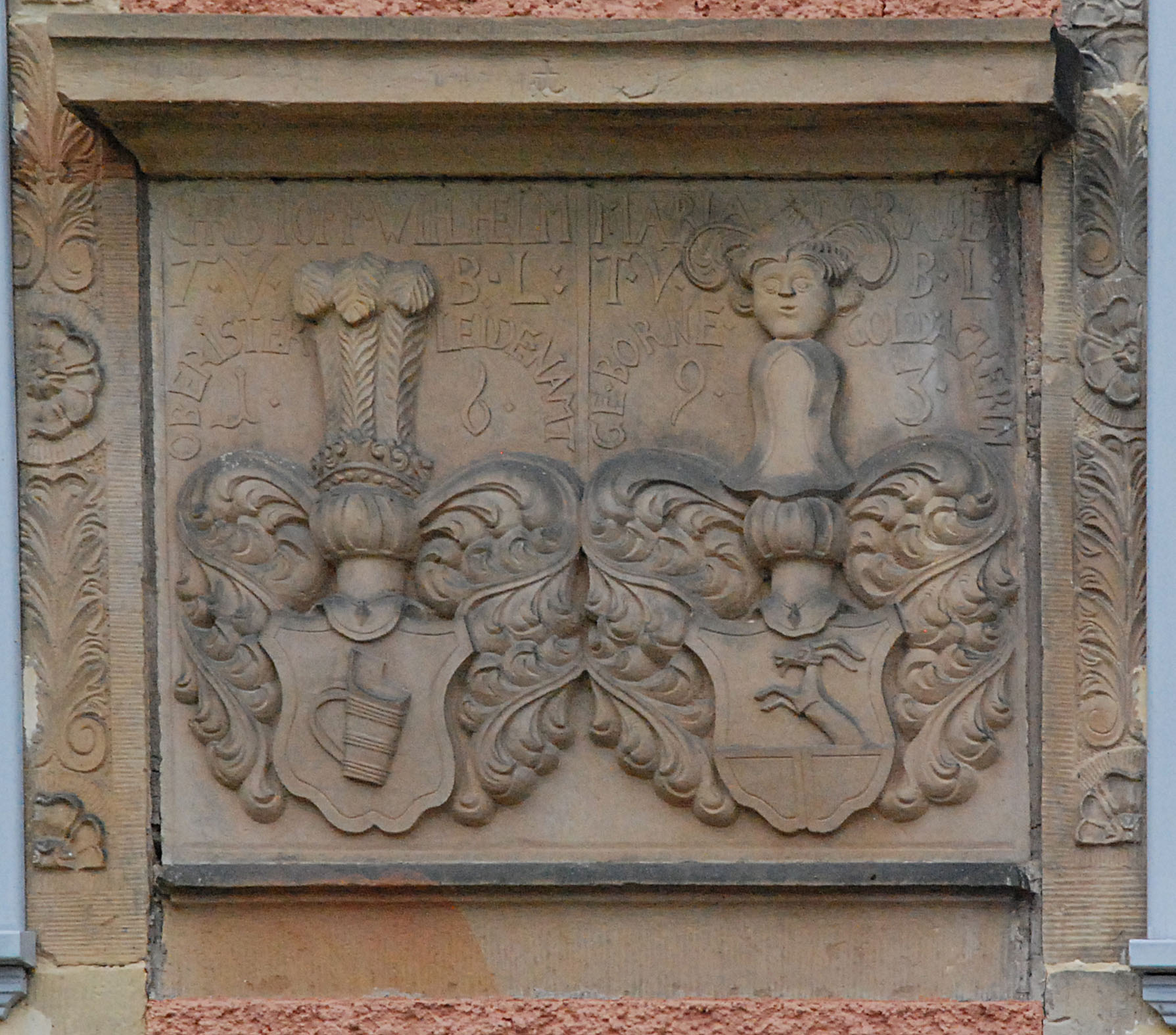
Allianzwappen von 1693, Christoph Wilhelm Treusch von Buttlar und Maria von Goldacker, Erbauer des „Neuen Schlosses“

Erst in der Zeit von 1665 bis 1693 wurde das alte Gutshaus wieder hergestellt und sein nördlicher Teil, unmittelbar neben der Durchfahrt zum Hof, durch Christoph W. Treusch von Buttlar und seine Frau Maria zum „Neuen Schloss“ umgebaut. 1731 ließen Hans Hermann Wilhelm Treusch von Buttlar, Major der fürstlich-Sachsen-Eisenacher Garde in Eisenach, und seine Frau Eva Eleonora geb. von Lentersheim den spätgotischen Wehrturm der alten Burg renovieren.
1757, nach dem Tod von Ernst Carl Treusch von Buttlar, fielen Schloss und Gut als Erbe an seine beiden Töchter: Caroline († 1817), verheiratet mit Heinrich von Kutzleben, und Friederike Sophia († 1787), verheiratet mit Johann Philipp von Bibra zu Schwebheim (1717–1768) in dessen zweiter Ehe. Schloss und Gut wurden verpachtet, dann nach dem Tod von Caroline im September 1817, mit dem Einverständnis von Friedrich August von Kutzleben, aber so geteilt, dass jedes Gebäude und jedes Feldstück halbiert wurde. Ernst von Bibra, Enkel von Friederike, verkaufte seine Hälfte 1850 an den paragierten Landgrafen Karl August Philipp Ludwig von Hessen-Philippsthal-Barchfeld.
Die andere Hälfte blieb noch bis 1889 im Besitz derer von Kutzleben, die auch bald nach 1800 umfangreiche Baumaßnahmen zur Modernisierung der Schlossanlage durchführen ließen. Das Obergeschoss des Alten Gutshauses wurde in Nadelholz-Fachwerk erneuert, und um 1830 wurde, unter teilweiser Einbeziehung der alten Wasserburganlage, das klassizistische neue Gutshaus errichtet. Erst 1889 verkaufte Carl von Kutzleben (1805–1892) diese Hälfte an Landgraf Karls Sohn und Nachfolger Alexis von Hessen-Philippsthal-Barchfeld, der eine weitreichende Modernisierung der Wirtschaftsgebäude und der Milchviehhaltung des Guts in die Wege leitete. Schloss und Gut Willershausen blieben bis 1992 im Besitz der Familie Hessen-Philippsthal-Barchfeld. 1928 erfolgt die Eingemeindung von Teilen des aufgelösten Gutsbezirks Willershausen in die Gemeinde Willershausen.
Bedingt vor allem durch die Lage unmittelbar an der innerdeutschen Grenze ruhte der Gutsbetrieb größtenteils nach 1945. Erst 1992 fanden sich neue Eigentümer, die 1993 am Alten Gutshaus und 1999 am Neuen Gutshaus mit Renovierungen begannen, 1997 einen 9-Loch-Golfplatz anlegten und einige Nebengebäude zu Ferienhäusern umgestalteten. Der Betrieb des Golfplatzes wurde allerdings 2013 wieder eingestellt.

## Die Anlage

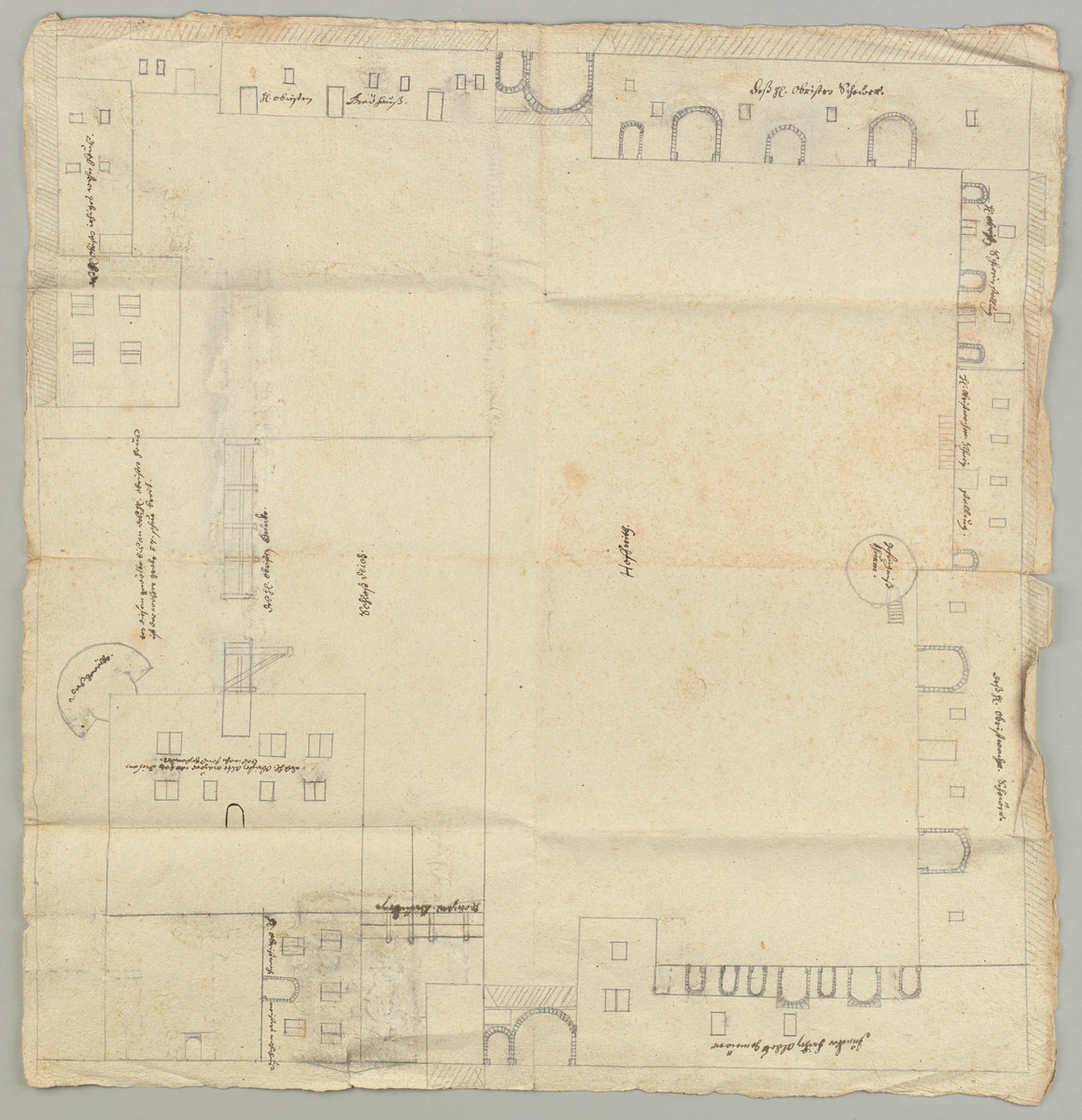
Auf- und Grundriss der Wasserburg, Mitte des 17. Jahrhunderts

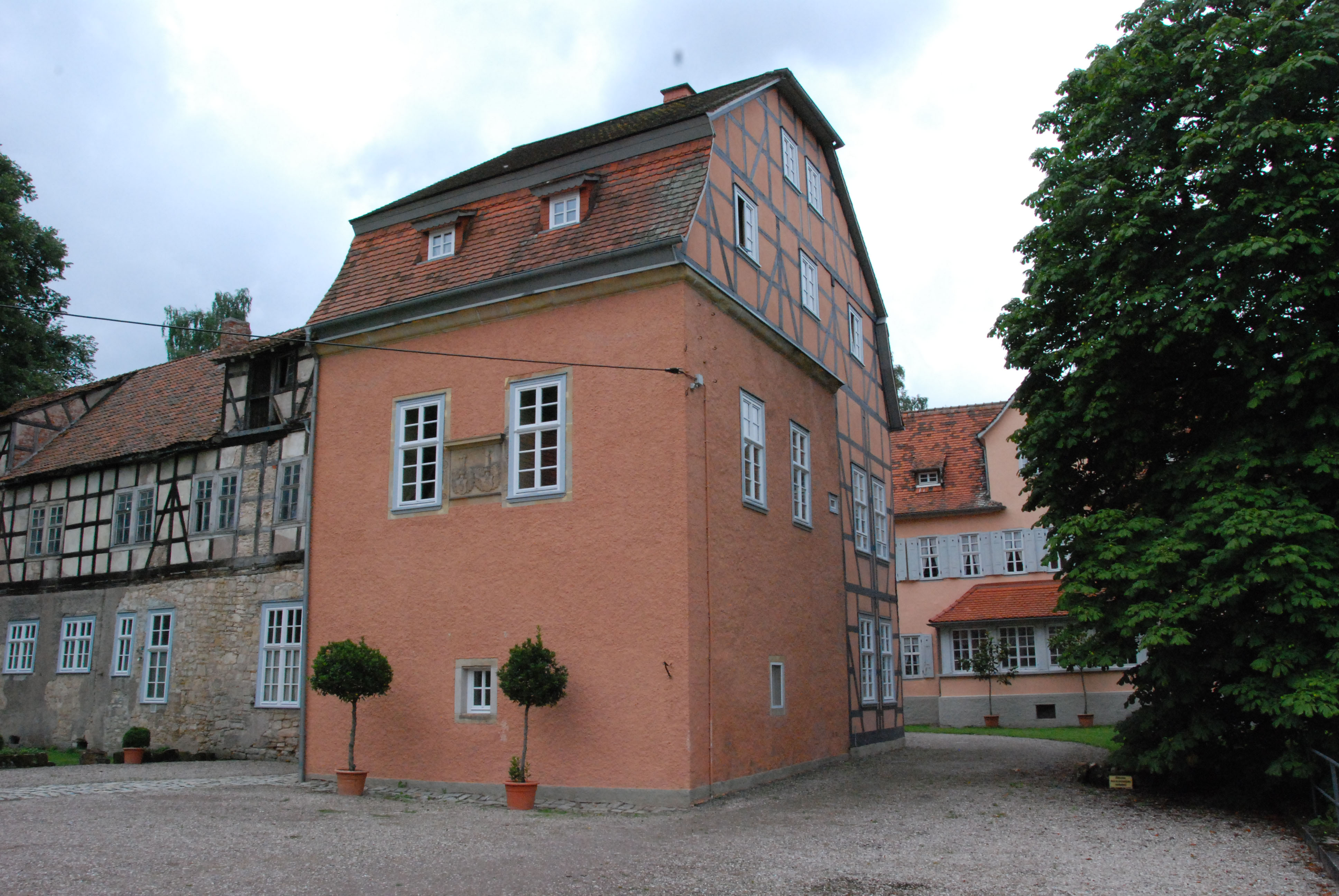
Das „Neue Schloss“, links daneben das „Alte Gutshaus“

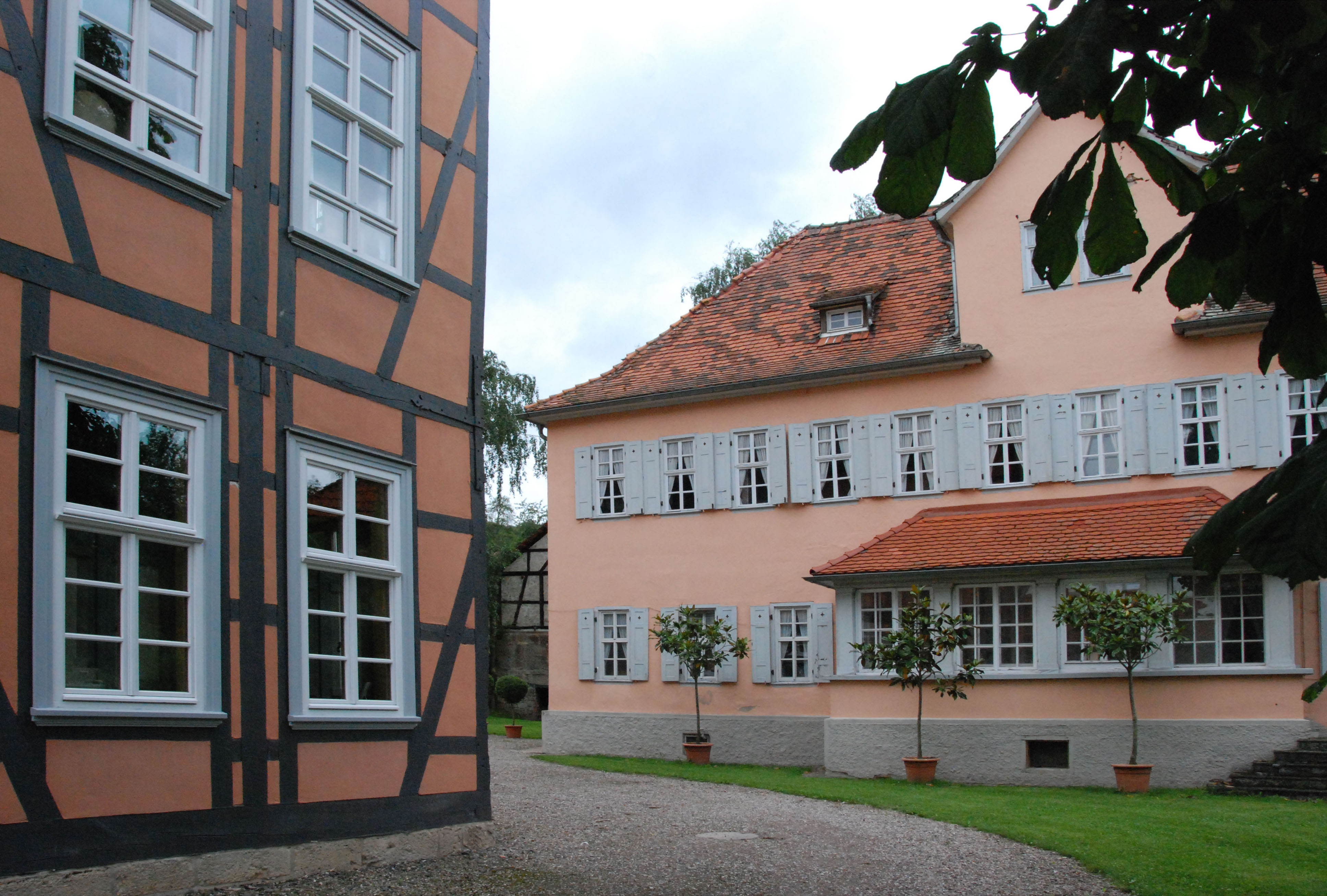
Blick vorbei am „Neuen Schloss“ auf das klassizistische Herrenhaus

Die Anlage wurde im Laufe der Geschichte mehrfach umfangreich umgebaut, insbesondere nach der Zerstörung im Dreißigjährigen Krieg. Von der ursprünglichen Wasserburg sind noch der mächtige Turm, ein Teil der Wassergräben und Reste des Burgwalles erhalten.
Die Schlossanlage besteht heute aus zwei, einander an einem schmalen Hof gegenüberliegenden, Gebäudekomplexen:
- auf der Westseite ein nahezu runder Wehr- und Wohnturm aus dem 13. Jahrhundert im Norden und ein wohl um 1830 daran nach Süden angebautes zweiflügeliges Herrenhaus im klassizistischen Baustil;
- auf der Ostseite ein zweites, kleineres Wohnhaus, ursprünglich als das „Neue Schloss“ bezeichnet, das 1693 vollendet wurde, und dem daran nach Süden anschließenden langgestreckten Fachwerkwohnhaus, dem „Alten Gutshaus“.

Das repräsentative große Herrenhaus aus dem frühen 19. Jahrhundert auf der Westseite ist ein verputzter Fachwerkbau auf aus Feldsteinen gemauertem und ebenfalls verputztem Sockelgeschoss. Die nach Osten gewandte Fassade ist im Erdgeschoss 10-achsig, mit einem mittig vorgesetzten, 4-achsigen Standerker, der an seiner nördlichen Schmalseite das über eine kleine Freitreppe zugängliche Portal enthält. Das Obergeschoss ist 13-achsig. Darüber erhebt sich das Walmdach mit einem ein-fenstrigen Zwerchhaus in der Mitte, flankiert von je einer Gaube rechts und links. Alle Fenster sind rechteckige Sprossenfenster, beidseitig versehen mit Fensterläden. Im Süden schließt ein kurzer, nach Westen angebauter Seitenflügel an, mit Walmdach und mit Zwerchhaus auf seiner Südseite. Der in den Bau integrierte nahezu fensterlose alte Turm am Nordende ist zweigeschossig, mit einem Kegeldach gedeckt und umgeben auf fast drei Seiten vom Schlossteich, dem Rest des einst die Anlage umgebenden Wassergrabens.
Auf der gegenüberliegenden Seite des Hofs steht das wesentlich kleinere „Neue Schloss“. An seiner östlichen Außenmauer befindet sich im Obergeschoss ein Allianzwappen von 1693 des Christoph Wilhelm Treusch von Buttlar (1660–1700) und seiner Ehefrau Maria geb. von Goldacker (1670–1708), den Erbauern. Das Haus ist ein Fachwerkbau auf steinernem Untergeschoss. Nur die Ost- und Südseite und ein Teil der Nordseite sind verputzt. Das Obergeschoss enthält u. a. einen Saal mit Stuckdekoration, die allerdings nur noch teilweise erhalten ist. Die beiden Dachgeschosse sind von einem Krüppelmansardsatteldach gedeckt, mit einer Gaube zur Hofseite im Westen und zwei Gauben auf der Ostseite.
An dieses Haus schließt nach Süden das alte Gutshaus an, ein langes, zweistöckiges Fachwerkwohnhaus mit massivem Erdgeschoss auf Feldstein-Unterbau und zwei Zwerchhäusern auf der Ostseite und drei Gauben auf der Hofseite. Unmittelbar an der dem Neuen Schloss anschließenden Seite befindet sich eine spitzbogige Durchfahrt zum Hof. Die Wirtschaftsgebäude des Guts liegen östlich der Straße „Bergring“.
Der Teich an der Nordseite der Anlage ist Rest der ehemals die Burg umgebenden Wassergräben, die vom aus Südosten kommenden „Bach aus Pferdsdorf“ gespeist wurden.